# Maná en vivo
En Vivo es el primer álbum en directo del grupo mexicano Maná, lanzado el 13 de diciembre de 1994. El álbum fue grabado durante la gira que tuvo lugar en dos continentes, por más de diecisiete países, con un total de 178 representaciones. Una vez más, la revista Billboard premió a la banda con el premio Mejor Álbum en Vivo de Rock Latino.
Después de que Iván González y César López dejaran el grupo, Fher Olvera, Álex González y Juan Calleros continuaron actuando como un trío. El doble CD incluye material de los conciertos en el anfiteatro Gibson en Los Ángeles, California, el Pechanga Arena de San Diego, California; el Aragon Ballroom en Chicago, IL; el teatro Gran Rex de Buenos Aires, Argentina, el estadio Víctor Jara en Santiago de Chile, y la sala Estandard de Barcelona, España. Olvera, González y Calleros se unieron a Gustavo Orozco en la guitarra, Sheila Ríos en los coros, y Juan Carlos Toribio en los teclados.

## Lista de canciones
CD 1
| #   | Título                    | Duración |
| --- | ------------------------- | -------- |
| 1.  | De pies a cabeza          | 5:41     |
| 2.  | Oye mi amor               | 4:54     |
| 3.  | Refrigerador              | 3:59     |
| 4.  | ¿Dónde jugarán los niños? | 6:30     |
| 5.  | Soledad                   | 6:12     |
| 6.  | Huele a tristeza          | 7:12     |
| 7.  | Te lloré un río           | 6:34     |
| 8.  | Estoy agotado             | 4:16     |
| 9.  | Perdido en un barco       | 4:19     |
| 10. | Buscándola                | 4:11     |

CD 2
| #  | Título                                  | Duración |
| -- | --------------------------------------- | -------- |
| 1. | La chula                                | 4:32     |
| 2. | El rey (José Alfredo Jiménez Cover)     | 4:39     |
| 3. | Como diablos                            | 8:06     |
| 4. | Me vale                                 | 6:16     |
| 5. | Rayando el sol                          | 7:47     |
| 6. | Como te deseo                           | 9:21     |
| 7. | La puerta azul (Acústica) (Bonus Track) | 3:38     |
| 8. | Vivir sin aire (Acústica) (Bonus Track) | 5:55     |

## Personal
- Fher Olvera - voz principal, guitarra acústica, guitarra eléctrica, armónica.
- Álex González - coros, batería, percusiones eléctricas.
- Juan Diego Calleros - bajo.

## Personal adicional
- Gustavo Orozco - guitarra
- Juan Carlos Toribio - Teclados
- Sheila Ríos - coros
- Mercedes Granados - violín
- Juan A. Mira - violín
- José Saufor - violín
- Pedro Santa María - violín
- Silvia Villamor - viola
- José Alberto López - viola
- Ignacio López - violoncelo
- Oscar Agalberto - chelo

## Posiciones en la lista
| (1992)                          | Máxima posición |
| ------------------------------- | --------------- |
| U.S. Billboard Top Latin Albums | 7               |
| U.S. Billboard Latin Pop Albums | 4               |

## Ventas y certificaciones
| País      | organismo certificador | Certificación | Ventas certificadas |
| --------- | ---------------------- | ------------- | ------------------- |
| Argentina | CAPIF                  | Oro           | 30 000              |